# Borgarvirki

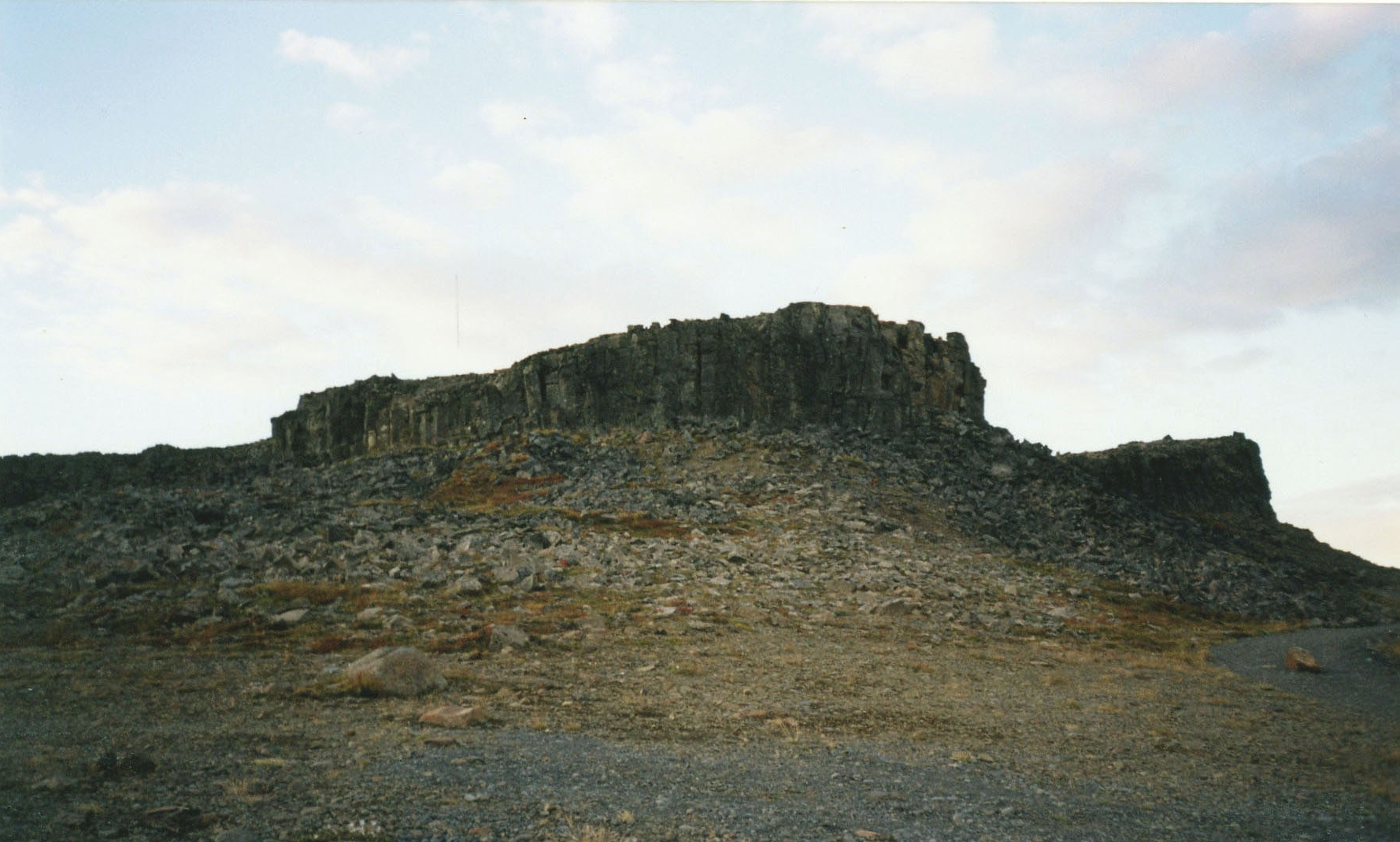
Borgarvirki

Beim Borgarvirki handelt es sich um eine der wenigen bisher entdeckten Festungen in Island. Sie befindet sich im Westen des Bezirks Vestur-Húnavatnssýsla und unweit der Lagune Hóp im Norden des Landes.

## Aufbau der Festung
Die Festung ruht in 177 m Höhe auf einem natürlichen Bollwerk aus Basaltsäulen zwischen dem See Vesturhópsvatn und dem Víðidalur. Die 10–15 m hohen Basaltsäulen bilden in sich schon einen festungsartigen Aufbau mit einer 5–6 m tiefen Senke in der Mitte und einer Öffnung nach Osten. Auf die Basaltsäulen hat man weitere Gesteinslagen von 1 bis 2 m Höhe und bis zu 30 m Länge aufgeschichtet.
In der Mitte erkennt man Reste von ein bis zwei Hütten aus der Wikingerzeit.  Die größere misst 9 m × 4 m, die kleinere 8 m × 4 m. Auch die Reste eines Brunnens hat man entdeckt.

## Zweck und Ursprung
Die Festung stammt vermutlich aus dem 10. oder 11. Jahrhundert.
Verschiedene Theorien existieren bzgl. Ursprung und Zweck dieser Festung.
Die Heiðarvíga-Saga berichtet z. B. von Barður Guðmundarsson und seinem Streit mit den Borgfirdingern. Ihm wird die Errichtung des Borgarvirki zugeschrieben.
Eine andere Quelle verweist auf Finnbogi rammi, der auf Stóra-Borg lebte und mit den Vatnsdælingern im Streit lag.
Eine dritte Geschichte erzählt, der erste Siedler der Gegend Ingimundur Gamli hätte das Borgarvirki als Arbeitsbeschaffungsmaßnahme während der Winterzeit errichten lassen. Dies ist durchaus vorstellbar, obwohl sicher auch Ingimundur mehr an den Schutz seines Besitzes dabei gedacht haben würde. Er hatte jedenfalls lt. Vatnsdæla-Saga seine erste Niederlassung zu Füßen des Borgarvirki, bevor er sich endgültig im Vatnsdalur installierte.